# Nyam

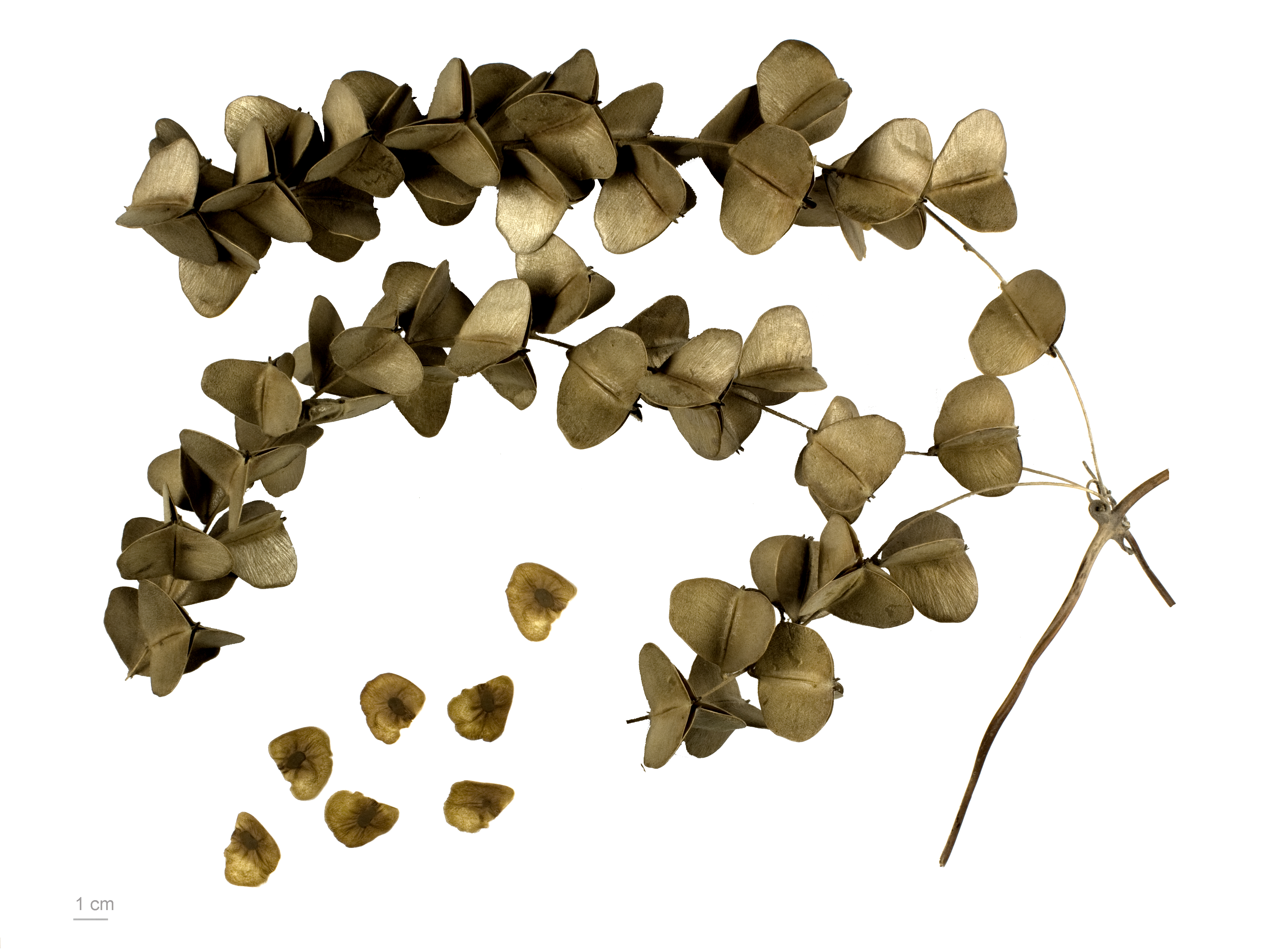
Dioscorea sp.

El nyam és un grup d'espècies, les que són comestibles, del gènere Dioscorea dins la família Dioscoreaceae.
També es coneix com a "nyam" una planta conreada del gènere Oxalis
Hi ha més de 150 varietats de Nyam que són conreades pel seu midó principalment a l'Àfrica, l'Àsia, Sud-amèrica i l'Oceania, essent un dels conreus principal a l'oest d'Àfrica i Nova Guinea.
Hi ha molta diversitat morfològica entre les diverses varietats o espècies de nyam. Els tubercles poden arribar a fer 2 metres de llargària i pesar 70 quilos. Poden ser un poc difícils de pelar però es conserven diversos mesos sense necessitat de refrigeració per la qual cosa és un recurs alimentari de gran importància estratègica per a les poblacions que en conreen.
- El gran nyam, Dioscorea alata L.
- El nyam de la Xina, Dioscorea polystachya Turcz.
- El nyam bulbifera, Dioscorea bulbifera

- El nyam groc de Guinea, Dioscorea cayenensis Lam.
- El nyam arrossegant, Dioscorea convolvulacea Schltdl. & Cham.
- El nyam del bosc, Dioscorea dumetorum (Kunth) Pax
- El nyam petit, Dioscorea esculenta (Lour.) Burkill
- El nyam espinós, Dioscorea hispida Dennst.
- El nyam del Japó, Dioscorea japonica Thunb.
- El nyam aplanat, Dioscorea nummularia Lam.
- El nyam khmer, Dioscorea oppositifolia L.
- El nyam roig, Dioscorea pentaphylla L.
- El nyam blanc de Guinea, Dioscorea rotundata Poir., és el més cultivat.
- El nyam terrenyal, Dioscorea trifida L.f.